# Shet Aūdany
Shet Aūdany är ett distrikt i Kazakstan.   Det ligger i oblystet Qaraghandy, i den centrala delen av landet, 300 km sydost om huvudstaden Astana.